# Preisenberg (Kumhausen)

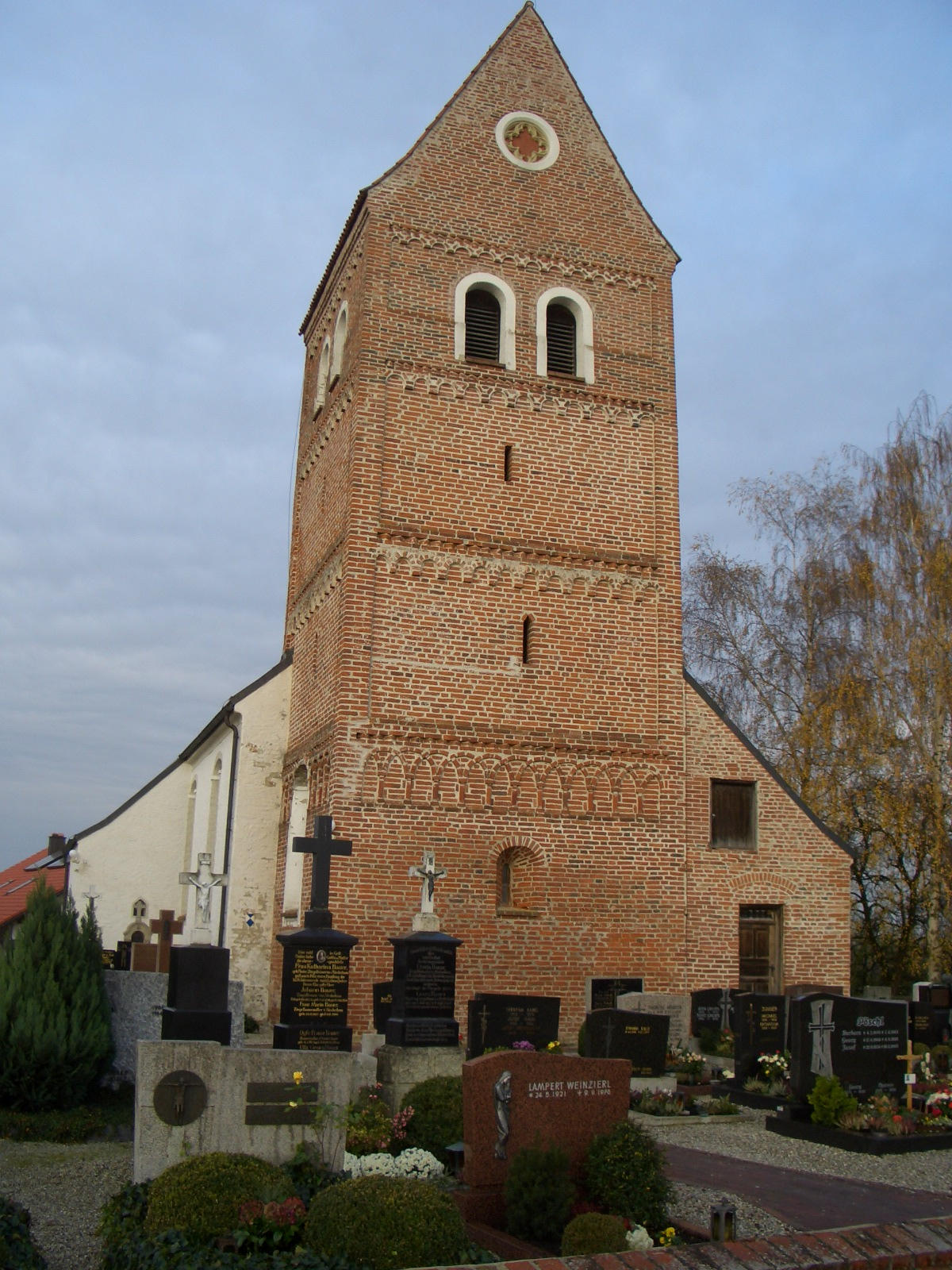
Die Kirche Mariä Himmelfahrt befindet sich im kleinen Dorf Preisenberg in Niederbayern

Preisenberg ist ein Gemeindeteil der Gemeinde Kumhausen im niederbayerischen Landkreis Landshut. Schon vor der Gemeindefusion 1971 bei der die Gemeinden Windten, Obergangkofen und Götzdorf der Gemeinde Kumhausen eingegliedert worden sind, war Preisenberg Teil der Gemeinde. Das Dorf liegt etwa zwei Kilometer südwestlich von der eigentlichen Gemeinde Kumhausen.

## Geschichte
Laut Gemeinde Kumhausen wurde Preisenberg erstmals 842  in Verbindung mit der Kirche Mariä Himmelfahrt erwähnt.
Dies ist gleichzeitig die größte Sehenswürdigkeit Preisenbergs.

## Bildung und Erziehung
Preisenberg verfügt zurzeit über den St.Marien-Kindergarten und die Marlene-Reidl-Grundschule.

## Vereine
- Freie Wähler Kumhausen e.V.
- kath. Landjugendbewegung
- SPD-Ortsverein

Allkofen |
Allmannsdorf |
Altenbach |
Berndorf |
Dettenkofen |
Eck an der Straß |
Eichet |
Eierkam |
Gammel |
Götzdorf |
Grammelkam |
Grillberg |
Hachelstuhl |
Hausberg |
Herbersdorf |
Hillersbach |
Höhenberg |
Hohenegglkofen |
Kammer |
Kumberg |
Kumhausen |
Mantelkam |
Narrenstetten |
Niederkam |
Oberdessing |
Oberfimbach |
Obergangkofen |
Obergrub |
Oberhöfen |
Oberschönbach |
Preisenberg |
Rammelkam |
Rastorf |
Ried |
Ried an der Straße |
Roßberg |
Seitenberg |
Siegerstetten |
Stadel |
Straßgrub |
Unterdessing |
Untergangkofen |
Untergrub |
Unterhöfen |
Urlasbühl |
Vogen |
Walpersdorf |
Weihbüchl |
Windten
Koordinaten: 48° 30′ N, 12° 9′ O